# 宮川麻都
宮川 麻都（みやがわ あさと、1998年2月24日 - ）は、神奈川県横浜市出身の女子サッカー選手。ハンマルビーIF所属。元サッカー日本女子代表。ポジションはミッドフィールダー、ディフェンダー。

## 経歴

### ユース
1996年、神奈川県横浜市栄区出身。横浜市立上郷小学校、横浜市立桂台中学校、神奈川県立藤沢総合高等学校を経て、桐蔭横浜大学スポーツ健康政策学部スポーツテクノロジー学科在学中。
サッカー好きの父とインターハイへの出場経験を持つ兄の影響で、小学校入学前の6歳の時にサッカーを始め、横浜市内の大豆戸FC、Y.S.C.Cコスモス（小学校5年・6年次）でサッカーを続けた。
2010年、中学校入学と共に日テレ・メニーナに入団。メニーナ時代には1期上の長谷川唯、籾木結花、同期の三浦成美らと共に全日本女子ユース (U-18)サッカー選手権大会（現：全日本女子ユースサッカー選手権大会）4連覇に貢献している。

### シニア
日テレ・ベレーザ / 日テレ・東京ベレーザ
2016年に高校を卒業して桐蔭横浜大学に進学。これによりメニーナからトップチームの日テレ・ベレーザに三浦成美と共に昇格を果たしている。リーグ戦初出場は同年9月24日開催のなでしこリーグ1部 第14節（コノミヤ・スペランツァ大阪高槻戦）。また、2017年の最終節となった10月17日開催のなでしこリーグ1部 第18節（ちふれASエルフェン埼玉戦）でリーグ戦初得点を決めた。
ハンマルビーIF
2024年7月12日、スウェーデン・ダームアルスヴェンスカン（女子1部リーグ）に所属するハンマルビーIFへの移籍が発表された。契約期間は2026シーズン終了まで。

### 代表
年代別代表では2013年のAFC U-16女子選手権（中華人民共和国・南京市）にU-16女子代表メンバーとして召集され出場、優勝を勝ち取った。
その翌年、2014年にはU-17サッカー日本女子代表に召集されて2014 FIFA U-17女子ワールドカップ（コスタリカ）に出場し、グループステージ初戦のスペイン戦では先制点を挙げて勝利の立役者となり、全6試合に先発出場し、2得点を挙げ、日本の世界一に大きく貢献した。同年年4月30日には、神奈川県から県特別表彰と県議会議長表彰が贈られた。県特別表彰では最年少受賞である（当時）。
2016年11月13日 - 12月3日に開催されたFIFA U-20女子ワールドカップ パプアニューギニア大会に出場。準決勝のフランス戦ではスタメンで出場するも、前半途中で相手選手との競り合いで転倒したときに右手甲をスパイクで強く踏まれ、激痛により試合の継続が困難となり、交替を余儀なくされた。幸いにも重傷には至らず、フランスに負けたあとの3位決定戦（アメリカ戦）では右手に包帯を巻きながらもスタメン・フル出場した。
2016年大会の悔しさをバネに臨んだ2018年のFIFA U-20女子ワールドカップ フランス大会ではグループリーグ第2戦を除くすべての試合にスタメンとして出場し、2014年のFIFA U-17女子ワールドカップと合わせて年代別の2冠を獲得した。
2019年2月27日 - 3月5日にアメリカで開催された2019 シービリーブスカップでフル代表（なでしこジャパン）に初召集され、第2戦のブラジル戦において、なでしこジャパン初出場（スタメン・フル出場）を果たした。
2019年6月からフランスで開催された2019 FIFA女子ワールドカップに招集。ただし出場はなかった。

## 人物
両サイドバックのほか、ボランチ、サイドハーフなど、複数のポジションをこなす。日テレ・ベレーザのプロフィールページでも、自分のストロングポイントとして「複数のポジションが出来るところ」を挙げている。
2018年11月3日に日本テレビで放送された「嵐にしやがれ」に、チームメイトの宮澤ひなたとともに出演した。「女子サッカー選手あるある」として「化粧のやり方がわからない」と述べるとともに、「高校生のときは天パ（天然パーマ）が嫌で、朝から（髪をまとめるのが）大変でした」と明かした。
2019年6月8日の神奈川新聞に、三浦成美とともに「幼なじみ 夢の『世界』へ」と題した記事が掲載された。同い年の三浦とは、小学校高学年のときに神奈川県選抜で一緒になってからの仲である。

## 個人成績

### クラブ
| クラブ                         | シーズン     | リーグ                   | 背番号 | リーグ戦 | リーグ戦 | カップ戦 | カップ戦 | リーグ杯 | リーグ杯 | UEFA / AFC | UEFA / AFC | 合計 | 合計 |
| クラブ                         | シーズン     | リーグ                   | 背番号 | 出場     | 得点     | 出場     | 得点     | 出場     | 得点     | 出場       | 得点       | 出場 | 得点 |
| ------------------------------ | ------------ | ------------------------ | ------ | -------- | -------- | -------- | -------- | -------- | -------- | ---------- | ---------- | ---- | ---- |
| 日テレ・メニーナ               | 2015         | —                        | 6      | —        | —        | 2        | 0        | —        | —        | —          | —          | 2    | 0    |
| 日テレ・ベレーザ               | 2016         | なでしこ1部              | 13     | 2        | 0        | 1        | 0        | 0        | 0        | —          | —          | 3    | 0    |
| 日テレ・ベレーザ               | 2017         | なでしこ1部              | 13     | 10       | 1        | 5        | 0        | 9        | 0        | —          | —          | 24   | 1    |
| 日テレ・ベレーザ               | 2018         | なでしこ1部              | 13     | 17       | 0        | 4        | 1        | 8        | 1        | —          | —          | 29   | 2    |
| 日テレ・ベレーザ               | 2019         | なでしこ1部              | 5      | 17       | 3        | 5        | 0        | 4        | 0        | 2          | 0          | 28   | 3    |
| 日テレ・東京ヴェルディベレーザ | 2020         | なでしこ1部              | 5      | 14       | 0        | 4        | 0        | —        | —        | —          | —          | 18   | 0    |
| 日テレ・東京ヴェルディベレーザ | 2021-22      | WE                       | 6      | 19       | 2        | 2        | 0        | —        | —        | —          | —          | 21   | 2    |
| 日テレ・東京ヴェルディベレーザ | 2022-23      | WE                       | 6      | 20       | 1        | 4        | 0        | 5        | 0        | —          | —          | 29   | 1    |
| 日テレ・東京ヴェルディベレーザ | 2023-24      | WE                       | 6      | 16       | 0        | 1        | 0        | 4        | 0        | —          | —          | 21   | 0    |
| 日テレ・東京ヴェルディベレーザ | 通算         | 通算                     | 通算   | 115      | 7        | 28       | 1        | 30       | 1        | 2          | 0          | 175  | 9    |
| ハンマルビーIF                 | 2024         | ダームアルスヴェンスカン | 6      | 12       | 1        | -        | -        | —        | —        | -          | -          | 12   | 1    |
| ハンマルビーIF                 | 2025         | ダームアルスヴェンスカン | 6      |          |          |          |          | —        | —        | 7          | 0          | 7    | 0    |
| ハンマルビーIF                 | 通算         | 通算                     | 通算   | 12       | 1        | 0        | 0        | 0        | 0        | 7          | 0          | 19   | 1    |
| 通算                           | 日本         | 日本                     | 1部    | 115      | 7        | 26       | 1        | 30       | 1        | 2          | 0          | 173  | 9    |
| 通算                           | 日本         | 日本                     | その他 | 0        | 0        | 2        | 0        | 0        | 0        | 0          | 0          | 2    | 0    |
| 通算                           | スウェーデン | スウェーデン             | 1部    | 12       | 1        | 0        | 0        | 0        | 0        | 7          | 0          | 19   | 1    |
| 総通算                         | 総通算       | 総通算                   | 総通算 | 127      | 8        | 28       | 1        | 30       | 1        | 9          | 0          | 194  | 10   |

1. 1 2  AFC女子クラブ選手権2019の成績
2. 1 2  UEFA女子チャンピオンズリーグ 2024-25の成績

- 日本女子サッカーリーグ
  - 初出場 - 2016年9月24日 なでしこリーグ1部 第14節 コノミヤ・スペランツァ大阪高槻戦 (大和市営大和スポーツセンター競技場)[22]
  - 初得点 - 2017年10月7日 なでしこリーグ1部 第18節 ちふれASエルフェン埼玉戦 (しらこばと運動公園競技場)[22]

- WEリーグ
  - 初出場 - 2021年9月12日 第1節 三菱重工浦和レッズレディース戦 (味の素フィールド西が丘)[23]
  - 初得点 - 2022年3月27日 第15節 大宮アルディージャVENTUS戦 (NACK5スタジアム)[23]

- ダームアルスヴェンスカン
  - 初出場 - 2024年8月17日 第13節 リンシェーピングFC戦 (ハンマルビーIP（英語版）)[24]
  - 初得点 - 2024年11月2日 第25節 ベクショーDFF（英語版）戦 (ヴィスマ・アリーナ（英語版）)[24]

- UEFA女子チャンピオンズリーグ
  - 初出場 - 2024年9月18日 UWCL2024-25予選ラウンド2 第1戦  ベンフィカ（英語版）戦 (3アリーナ)[24]

### 代表
- 2019年3月2日 - 日本代表初出場 -  ブラジル戦 (2019 シービリーブスカップ（英語版）)

### 主な選出歴
- U-16日本女子代表
  - 2013年 - INTERNATIONAL U-17 WOMEN'S CUP COSTA RICA 2013（優勝）
  - 2013年 - AFC U-16女子選手権中国2013（優勝）
- U-17日本女子代表
  - 2014年 - 2014 U-17 Women's NTC Invitational（2位）
  - 2014年 - FIFA U-17女子ワールドカップ コスタリカ大会（優勝）
- U-19日本女子代表
  - 2015年 - 2015 U-20 女子 NTC招待（優勝）
  - 2015年 - AFC U-19女子選手権中国2015（優勝）
  - 2017年 - AFC U-19女子選手権中国2017（優勝）
- U-20日本女子代表
  - 2016年 - FIFA U-20女子ワールドカップ パプアニューギニア大会（3位）
  - 2018年 - FIFA U-20女子ワールドカップ フランス大会（優勝）

- 日本女子代表(なでしこジャパン)
  - 2019年 - 2019 シービリーブスカップ（英語版） (アメリカ合衆国)
  - 2019年 - 2019 FIFA女子ワールドカップ (出場なし)
  - 2019年 - EAFF E-1サッカー選手権2019（優勝）
  - 2020年 - 2020 シービリーブスカップ（英語版）（アメリカ合衆国）
  - 2021年 - 2020年東京オリンピック
  - 2022年 - 2022 AFC女子アジアカップ
  - 2022年 - EAFF E-1サッカー選手権2022（優勝）

#### 試合数
| 日本代表 | 国際Aマッチ | 国際Aマッチ |
| 年       | 出場        | 得点        |
| -------- | ----------- | ----------- |
| 2019     | 9           | 0           |
| 2020     | 2           | 0           |
| 2021     | 6           | 0           |
| 2022     | 6           | 0           |
| 通算     | 23          | 0           |

#### 出場試合
| 出場試合一覧 | 出場試合一覧   | 出場試合一覧     | 出場試合一覧                                           | 出場試合一覧         | 出場試合一覧 | 出場試合一覧 | 出場試合一覧                    | 出場試合一覧 |
| #            | 開催日         | 開催都市         | スタジアム                                             | 対戦国               | 結果         | 監督         | 大会                            | 出典         |
| ------------ | -------------- | ---------------- | ------------------------------------------------------ | -------------------- | ------------ | ------------ | ------------------------------- | ------------ |
| 1.           | 2019年3月2日   | ナッシュビル     | ニッサン・スタジアム                                   | ブラジル             | ○ 3-1        | 高倉麻子     | 2019 シービリーブスカップ       | [ 25 ]       |
| 2.           | 2019年3月5日   | タンパ           | レイモンド・ジェームス・スタジアム                     | イングランド         | ● 0-3        | 高倉麻子     | 2019 シービリーブスカップ       | [ 26 ]       |
| 3.           | 2019年4月4日   | オセール         | スタッド・アッベ・デシャン                             | フランス             | ● 1-3        | 高倉麻子     | 国際親善試合 ～ヨーロッパ遠征～ | [ 27 ]       |
| 4.           | 2019年4月9日   | パーダーボルン   | ベンテラー・アレーナ                                   | ドイツ               | △ 2-2        | 高倉麻子     | 国際親善試合 ～ヨーロッパ遠征～ | [ 28 ]       |
| 5.           | 2019年6月2日   | ル・トゥケ       | スタッド・ジェラール・ウリエ                           | スペイン             | △ 1-1        | 高倉麻子     | 国際親善試合                    | [ 29 ]       |
| 6.           | 2019年10月6日  | 静岡             | IAIスタジアム日本平                                    | カナダ               | ○ 4-0        | 高倉麻子     | 国際親善試合                    | [ 30 ]       |
| 7.           | 2019年11月10日 | 北九州           | 北九州スタジアム                                       | 南アフリカ共和国     | ○ 2-0        | 高倉麻子     | MS&ADカップ2019                 | [ 31 ]       |
| 8.           | 2019年12月14日 | 釜山             | 九徳総合運動場                                         | 中華人民共和国       | ○ 3-0        | 高倉麻子     | EAFF E-1サッカー選手権2019      | [ 32 ]       |
| 9.           | 2019年12月17日 | 釜山             | 九徳総合運動場                                         | 韓国                 | ○ 1-0        | 高倉麻子     | EAFF E-1サッカー選手権2019      | [ 33 ]       |
| 10.          | 2020年3月5日   | オーランド       | エクスプロリア・スタジアム                             | スペイン             | ● 1-3        | 高倉麻子     | 2020 シービリーブスカップ       | [ 34 ]       |
| 11.          | 2020年3月8日   | ハリソン         | レッドブル・アリーナ                                   | イングランド         | ● 0-1        | 高倉麻子     | 2020 シービリーブスカップ       | [ 35 ]       |
| 12.          | 2021年4月11日  | 東京             | 国立競技場                                             | パナマ               | ○ 7-0        | 高倉麻子     | 国際親善試合                    | [ 36 ]       |
| 13.          | 2021年6月13日  | 宇都宮           | カンセキスタジアムとちぎ                               | メキシコ             | ○ 5-1        | 高倉麻子     | MS&ADカップ2021                 | [ 37 ]       |
| 14.          | 2021年7月14日  | 亀岡             | サンガスタジアム by KYOCERA                            | オーストラリア       | ○ 1-0        | 高倉麻子     | MS&ADカップ2021                 | [ 38 ]       |
| 15.          | 2021年7月24日  | 札幌             | 札幌ドーム                                             | イギリス             | ● 0-1        | 高倉麻子     | 2020年東京オリンピック          | [ 39 ]       |
| 16.          | 2021年7月30日  | さいたま         | 埼玉スタジアム2002                                     | スウェーデン         | ● 1-3        | 高倉麻子     | 2020年東京オリンピック          | [ 40 ]       |
| 17.          | 2021年11月29日 | ハーグ           | カーズ・ジーンズ・スタディオン                         | オランダ             | △ 0-0        | 池田太       | 国際親善試合                    | [ 41 ]       |
| 18.          | 2022年1月24日  | プネー           | シュリー・シヴ・チャトラパティ・スポーツコンプレックス | ベトナム             | ○ 3-0        | 池田太       | 2022 AFC女子アジアカップ        | [ 42 ]       |
| 19.          | 2022年1月30日  | ナビムンバイ     | DYパティル・スタジアム                                 | タイ                 | ○ 7-0        | 池田太       | 2022 AFC女子アジアカップ        | [ 43 ]       |
| 20.          | 2022年6月24日  | スタラ・パゾヴァ | スポーツ・センターFAS                                  | セルビア             | ○ 5-0        | 池田太       | 国際親善試合                    | [ 44 ]       |
| 21.          | 2022年7月23日  | 鹿嶋             | 茨城県立カシマサッカースタジアム                       | チャイニーズタイペイ | ○ 4-1        | 池田太       | EAFF E-1サッカー選手権2022      | [ 45 ]       |
| 22.          | 2022年7月26日  | 鹿嶋             | 茨城県立カシマサッカースタジアム                       | 中華人民共和国       | △ 0-0        | 池田太       | EAFF E-1サッカー選手権2022      | [ 46 ]       |
| 23.          | 2022年10月9日  | 長野             | 長野Uスタジアム                                        | ニュージーランド     | ○ 2-0        | 池田太       | MS&ADカップ2022                 | [ 47 ]       |

## タイトル

### クラブ
- 日テレ・メニーナ
  - JOCジュニアオリンピックカップ 全日本女子ユースサッカー選手権大会: 5回 (2010, 2011, 2012, 2013, 2014)

- 日テレ・ベレーザ / 日テレ・東京ヴェルディベレーザ
  - 日本女子サッカーリーグ: 4回 (2016, 2017, 2018, 2019)
  - 皇后杯 JFA 全日本女子サッカー選手権大会: 4回 (2018, 2019, 2020, 2022)
  - なでしこリーグカップ: 3回 (2016, 2018, 2019)

- ハンマルビーIF
  - スヴェンスカ・クッペン・ダメル: 1回 (2024-25)

### 代表
- U-16日本女子代表
  - AFC U-16女子選手権: 1回 (2013)
- U-17日本女子代表
  - FIFA U-17女子ワールドカップ: 1回 (2014)

- U-19日本女子代表
  - AFC U-19女子選手権: 2回 (2015, 2017)
- U-20日本女子代表
  - FIFA U-20女子ワールドカップ: 1回 (2018)

- 日本女子代表(なでしこジャパン)
  - EAFF E-1サッカー選手権: 2回 (2019, 2022)

### 個人
- WEリーグ
  - 優秀選手賞: 1回 (2022-23)